# Dusona opacoides
Dusona opacoides är en stekelart som beskrevs av Hinz 1985. Dusona opacoides ingår i släktet Dusona och familjen brokparasitsteklar. Inga underarter finns listade i Catalogue of Life.